# Yuan Wenqing
Yuan Wenqing (Shanxi, 1966) è un ex artista marziale cinese di wushu taolu.
Conosciuto come il «principe di wushu», Yuan è diventato uno dei migliori atleti di tutti i tempi. Yuan era il campione del mondo nel 1993 e 1997 per aver vinto medaglie d'oro in daoshu e changquan nei Campionati mondiali di wushu. Lui anche ha vinto due medagliere d'oro in changquan ai Giochi asiatici nel 1990 e nel 1994, ed era il campione asiatico del 1989. Le sue routine di changquan e gunshu si stanno ancora utilizzando nella prima serie di routine internazionali della Federazione Internazionale di Wushu.